# Barry Nelson (baloncestista)
Barry G. Nelson (19 de septiembre de 1949) es un exjugador de baloncesto estadounidense que disputó una temporada en la NBA, y tres más en la liga francesa. Con 2,08 metros de estatura, jugaba en la posición de pívot.

## Trayectoria deportiva

### Universidad
Jugó durante tres temporadas en los Dukes de la Universidad Duquesne, en las que promedió 9,0 puntos y 7,3 rebotes por partido, llevando junto con su hermano gemelo Garry a disputar dos torneos de la NCAA y uno del NIT.

### Profesional
Fue elegido en la octogésimo quinta posición del Draft de la NBA de 1971 por Milwaukee Bucks, y también por los Pittsburgh Condors en el draft de la ABA, fichando por los primeros. Allí disputó una temporada, en la que promedió 1,3 puntos  por partido.
Posteriormente jugó tres temporadas en el Paris Basket Racing de la liga francesa.

## Estadísticas de su carrera en la NBA

### Temporada regular
| Temporada | Edad | Equipo          | Liga | Pos. | P  | TIT | MIN | TC  | TCA | %TC  | 3P | 3PA | %3P | TL  | TLA | %TL  | R.OF. | R.DEF. | REB | ASIS | ROB | TAP | PER | FP  | PTS |
| 1971-72   | 22   | Milwaukee Bucks | NBA  | C    | 28 |     | 3.6 | 0.5 | 1.3 | .417 |    |     |     | 0.2 | 0.4 | .500 |       |        | 0.7 | 0.3  |     |     |     | 0.8 | 1.3 |
| Total     |      |                 | NBA  |      | 28 |     | 3.6 | 0.5 | 1.3 | .417 |    |     |     | 0.2 | 0.4 | .500 |       |        | 0.7 | 0.3  |     |     |     | 0.8 | 1.3 |

### Playoffs
| Temporada | Edad | Equipo          | Liga | Pos. | P | TIT | MIN | TC  | TCA | %TC | 3P | 3PA | %3P | TL  | TLA | %TL | R.OF. | R.DEF. | REB | ASIS | ROB | TAP | PER | FP  | PTS |
| 1971-72   | 22   | Milwaukee Bucks | NBA  | C    | 2 |     | 2.5 | 0.0 | 0.0 |     |    |     |     | 0.0 | 0.0 |     |       |        | 0.5 | 0.5  |     |     |     | 0.5 | 0.0 |
| Total     |      |                 | NBA  |      | 2 |     | 2.5 | 0.0 | 0.0 |     |    |     |     | 0.0 | 0.0 |     |       |        | 0.5 | 0.5  |     |     |     | 0.5 | 0.0 |